# P/2017 B4 (PANSTARRS)
P/2017 B4 (PANSTARRS) — одна з короткоперіодичних комет сім'ї Юпітера. Відкрита 28 січня 2017 року; була 21.2m на час відкриття.